# Oppenans
Cet article possède un paronyme, voir Appenans.
Oppenans est une commune française située dans le département de la Haute-Saône, la région culturelle et historique de Franche-Comté et la région administrative Bourgogne-Franche-Comté.

## Géographie
La commune est traversée du nord au sud par le Lauzin, affluent rive droite de l'Ognon.

### Communes limitrophes
|       | Montjustin-et-Velotte | Oricourt    |
| Borey | Oppenans              | Aillevans   |
|       | Moimay                | Villersexel |

### Hydrographie

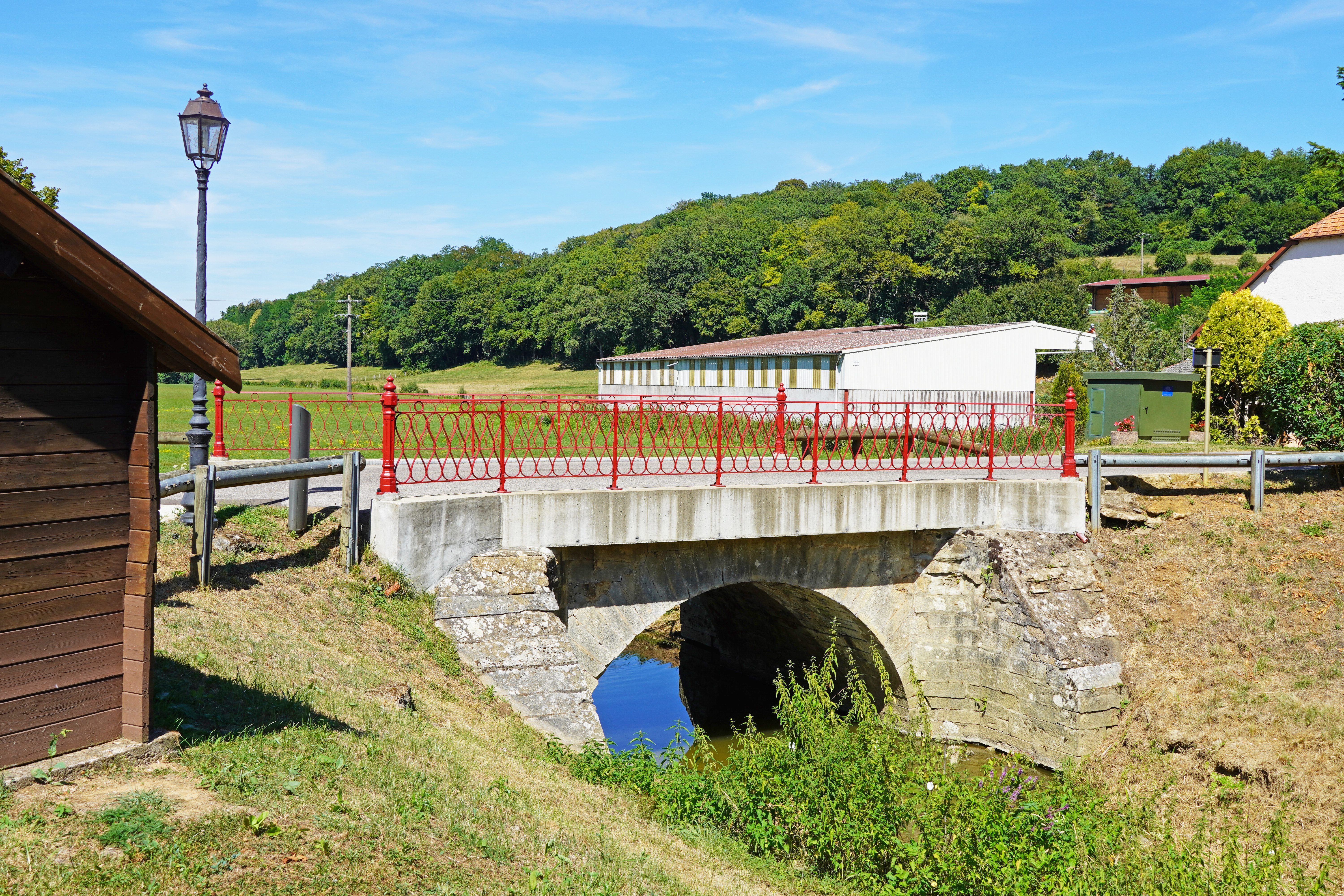
Le pont sur le Lauzin.

La commune est arrosée par le Lauzin qui coupe le village en deux avant de se jeter dans l'Ognon à Moimay.

### Climat
Pour des articles plus généraux, voir Climat de la Bourgogne-Franche-Comté et Climat de la Haute-Saône.
En 2010, le climat de la commune est de type climat de montagne, selon une étude du Centre national de la recherche scientifique s'appuyant sur une série de données couvrant la période 1971-2000. En 2020, Météo-France publie une typologie des climats de la France métropolitaine dans laquelle la commune est exposée à un climat semi-continental et est dans la région climatique  Lorraine, plateau de Langres, Morvan, caractérisée par un hiver rude (1,5 °C), des vents modérés et des brouillards fréquents en automne et hiver. 
Pour la période 1971-2000, la température annuelle moyenne est de 10,1 °C, avec une amplitude thermique annuelle de 17,3 °C. Le cumul annuel moyen de précipitations est de 1 228 mm, avec 13,3 jours de précipitations en janvier et 10,3 jours en juillet. Pour la période 1991-2020, la température moyenne annuelle observée sur la station météorologique de Météo-France la plus proche, « Villersexel Sa », sur la commune de Villersexel à 6 km à vol d'oiseau, est de 10,8 °C et le cumul annuel moyen de précipitations est de 1 037,9 mm. 
La température maximale relevée sur cette station est de 38,4 °C, atteinte le 8 août 2003 ; la température minimale est de −19,4 °C, atteinte le 20 décembre 2009,,. 
Les paramètres climatiques de la commune ont été estimés pour le milieu du siècle (2041-2070) selon différents scénarios d'émission de gaz à effet de serre à partir des nouvelles projections climatiques de référence DRIAS-2020. Ils sont consultables sur un site dédié publié par Météo-France en novembre 2022.

## Urbanisme

### Typologie
Au 1er janvier 2024, Oppenans est catégorisée commune rurale à habitat très dispersé, selon la nouvelle grille communale de densité à sept niveaux définie par l'Insee en 2022.
Elle est située hors unité urbaine et hors attraction des villes,.

### Occupation des sols
L'occupation des sols de la commune, telle qu'elle ressort de la base de données européenne d’occupation biophysique des sols Corine Land Cover (CLC), est marquée par l'importance des forêts et milieux semi-naturels (52,4 % en 2018), une proportion sensiblement équivalente à celle de 1990 (52,9 %). La répartition détaillée en 2018 est la suivante : 
forêts (52,4 %), prairies (27 %), terres arables (17,4 %), zones agricoles hétérogènes (3,2 %). L'évolution de l’occupation des sols de la commune et de ses infrastructures peut être observée sur les différentes représentations cartographiques du territoire : la carte de Cassini (XVIIIe siècle), la carte d'état-major (1820-1866) et les cartes ou photos aériennes de l'IGN pour la période actuelle (1950 à aujourd'hui).

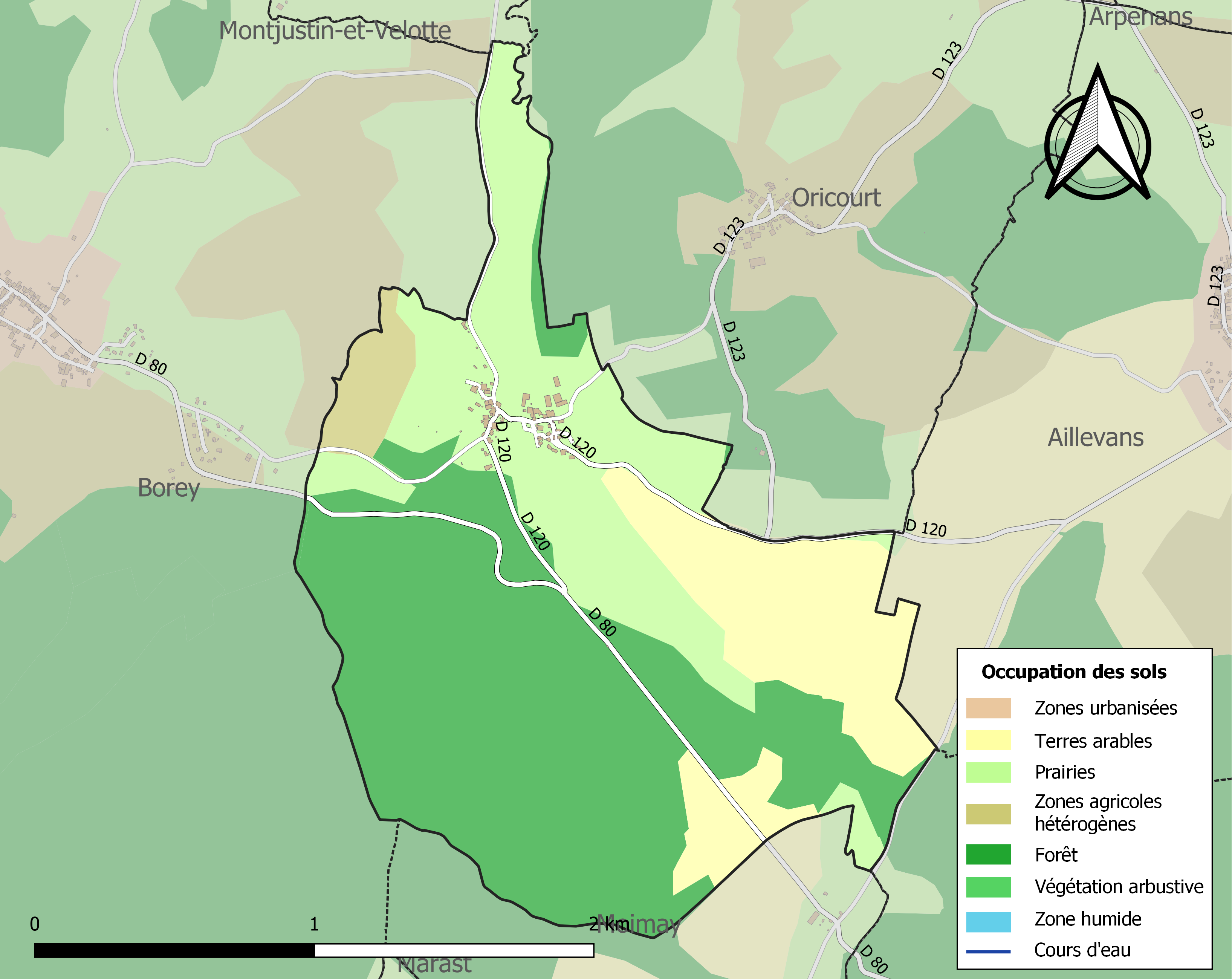
Carte des infrastructures et de l'occupation des sols de la commune en 2018 (CLC).

## Histoire
Le village, qui faisait partie de la terre de Montjustin-et-Velotte, dépendait au Moyen Âge des comtes de Bourgogne.
Le marquis de Chappuis, président à mortier au Parlement de Besançon en a été le dernier seigneur, par son mariage avec la fille de Claude François de Cordemoy, seigneur d'Oricourt.
La commune a été desservie de 1911 à 1938 par la ligne Vesoul - Saint-Georges des chemins de fer vicinaux de la Haute-Saône, concessionnaires du réseau de chemin de fer secondaire à voie métrique créé par le département. Le train était connu sous le sobriquet du tacot.

## Politique et administration

Carte départementale représentant en rouge la communauté de communes du Pays de Villersexel.

### Rattachements administratifs et électoraux
La commune fait partie de l'arrondissement de Vesoul du département de la Haute-Saône,  en région Bourgogne-Franche-Comté. Pour l'élection des députés, elle dépend de la deuxième circonscription de la Haute-Saône.
Elle fait partie depuis 1801 du canton de Villersexel. Dans le cadre du redécoupage cantonal de 2014 en France, le canton s'est agrandi, passant de 32 à 47.

### Intercommunalité
La commune est membre de la communauté de communes du Pays de Villersexel, créée le 31 décembre 1999.

### Liste des maires

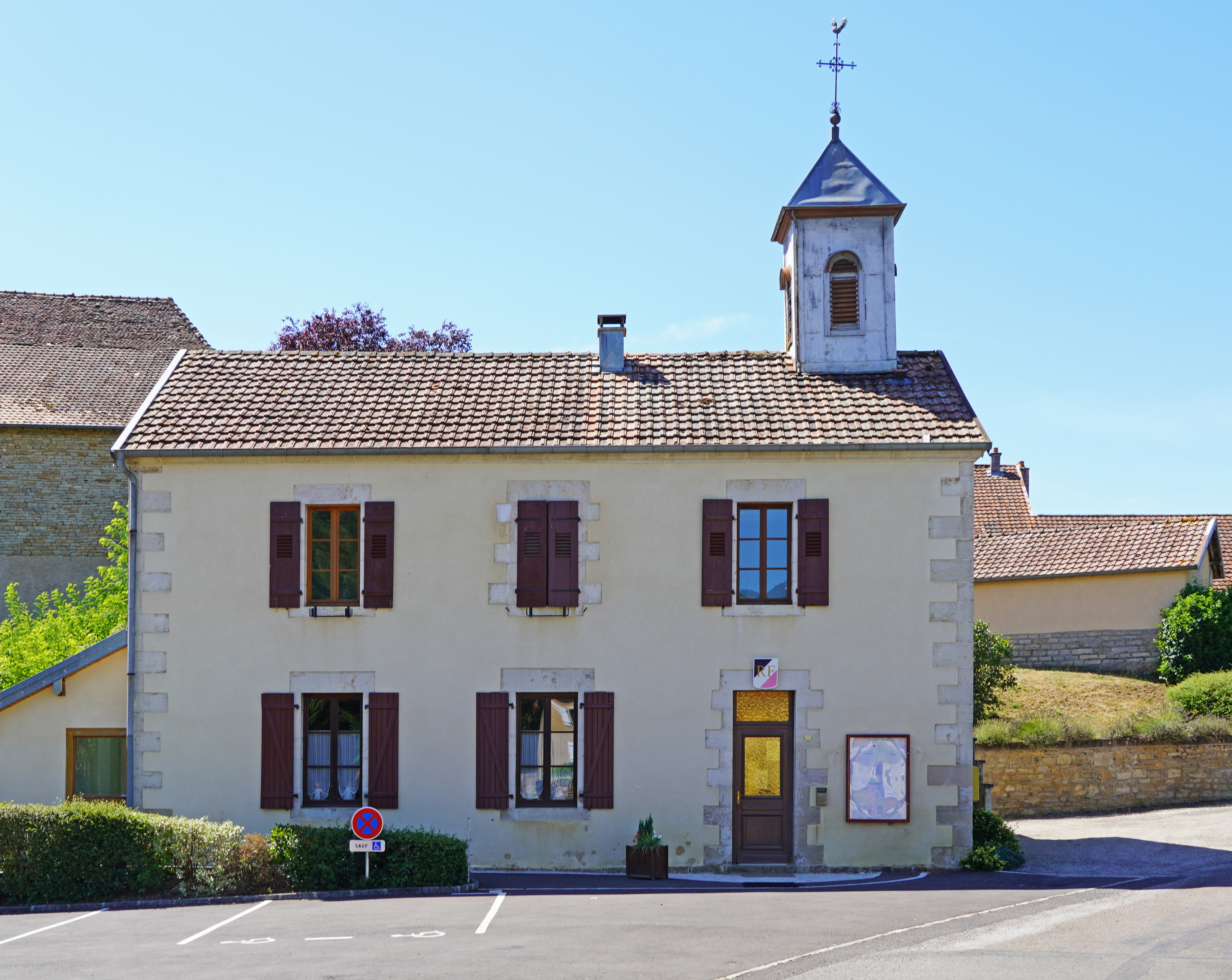
La mairie.

| Période                                  | Période                   | Identité         | Étiquette | Qualité                                                  |
| ---------------------------------------- | ------------------------- | ---------------- | --------- | -------------------------------------------------------- |
| Les données manquantes sont à compléter. |                           |                  |           |                                                          |
| 9 janvier 1997                           | 2014                      | Pierre Thomassin | DVD       |                                                          |
| mars 2014                                | En cours (au 1 juin 2020) | Bruno Sailley    |           | retraité de SACER-POFILET Réélu pour le mandat 2020-2026 |

## Démographie
L'évolution du nombre d'habitants est connue à travers les recensements de la population effectués dans la commune depuis 1793. Pour les communes de moins de 10 000 habitants, une enquête de recensement portant sur toute la population est réalisée tous les cinq ans, les populations de référence des années intermédiaires étant quant à elles estimées par interpolation ou extrapolation. Pour la commune, le premier recensement exhaustif entrant dans le cadre du nouveau dispositif a été réalisé en 2007.

En 2022, la commune comptait 60 habitants, en évolution de +7,14 % par rapport à 2016 (Haute-Saône : −1,4 %, France hors Mayotte : +2,11 %).
| 1793 | 1800 | 1806 | 1821 | 1831 | 1836 | 1841 | 1846 | 1851 |
| ---- | ---- | ---- | ---- | ---- | ---- | ---- | ---- | ---- |
| 185  | 193  | 224  | 209  | 229  | 239  | 239  | 219  | 212  |

| 1856 | 1861 | 1866 | 1872 | 1876 | 1881 | 1886 | 1891 | 1896 |
| ---- | ---- | ---- | ---- | ---- | ---- | ---- | ---- | ---- |
| 168  | 167  | 167  | 146  | 148  | 143  | 121  | 110  | 107  |

| 1901 | 1906 | 1911 | 1921 | 1926 | 1931 | 1936 | 1946 | 1954 |
| ---- | ---- | ---- | ---- | ---- | ---- | ---- | ---- | ---- |
| 105  | 111  | 98   | 83   | 83   | 74   | 67   | 56   | 60   |

| 1962 | 1968 | 1975 | 1982 | 1990 | 1999 | 2006 | 2007 | 2012 |
| ---- | ---- | ---- | ---- | ---- | ---- | ---- | ---- | ---- |
| 56   | 59   | 51   | 45   | 49   | 60   | 53   | 52   | 62   |

| 2017 | 2022 | - | - | - | - | - | - | - |
| ---- | ---- | - | - | - | - | - | - | - |
| 53   | 60   | - | - | - | - | - | - | - |

## Sports
Une épreuve des championnats de France de cyclisme sur route 2016 de Vesoul s'est déroulée le 23 juin 2016 sur le territoire de la commune d'Oppenans.

## Culture locale et patrimoine

### Lieux et monuments
- Fontaine lavoir route d'Aillevans, datant de 1883[22].
- Fontaine centrale, datant de 1826[23].
- Fontaine lavoir rue de la Gare, datant du XIXe siècle[24],[25].
- L'ancienne halte ferroviaire des chemins de fer vicinaux de la Haute-Saône, en forêt[26].

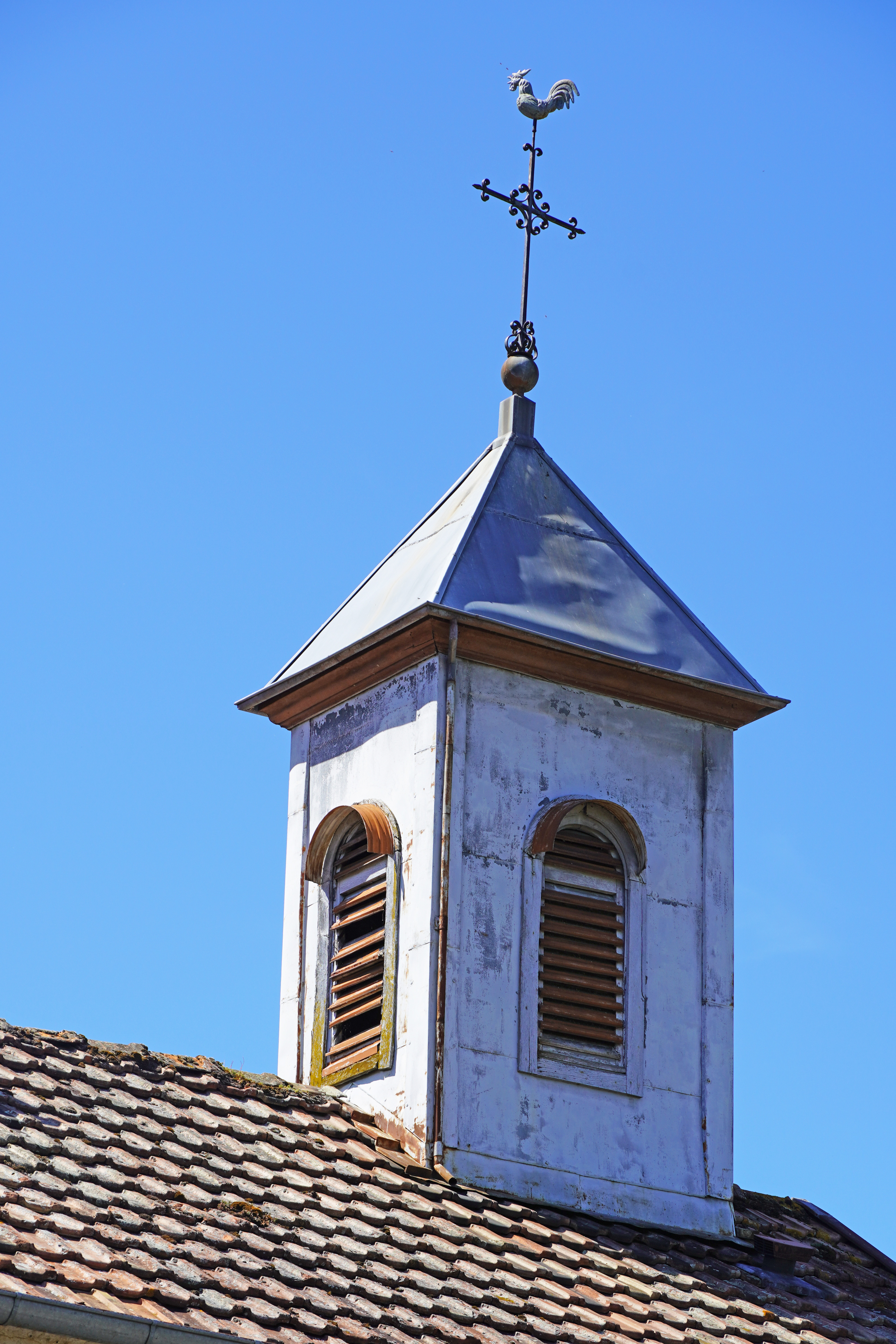
Clocheton de la mairie.
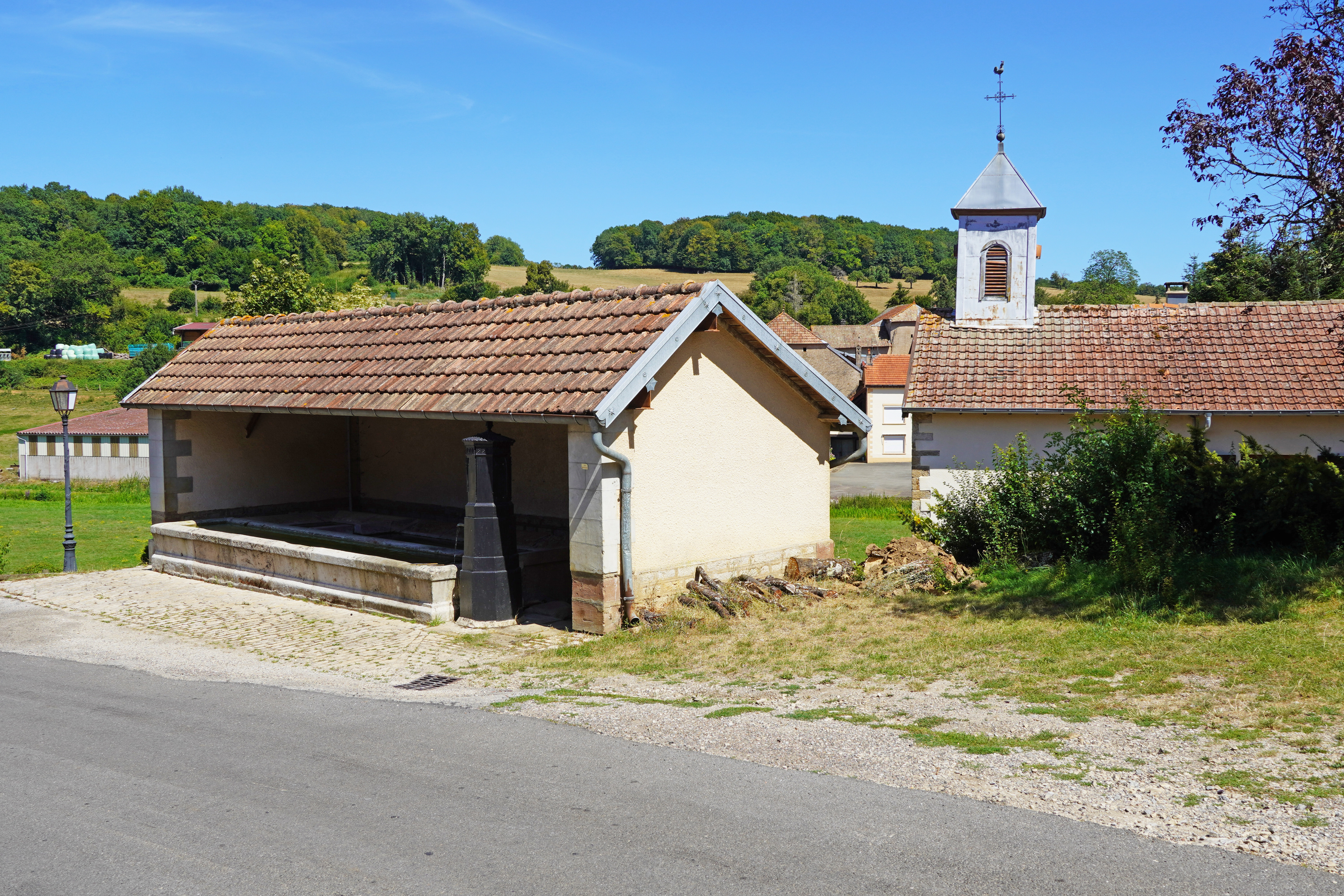
Lavoir et mairie.
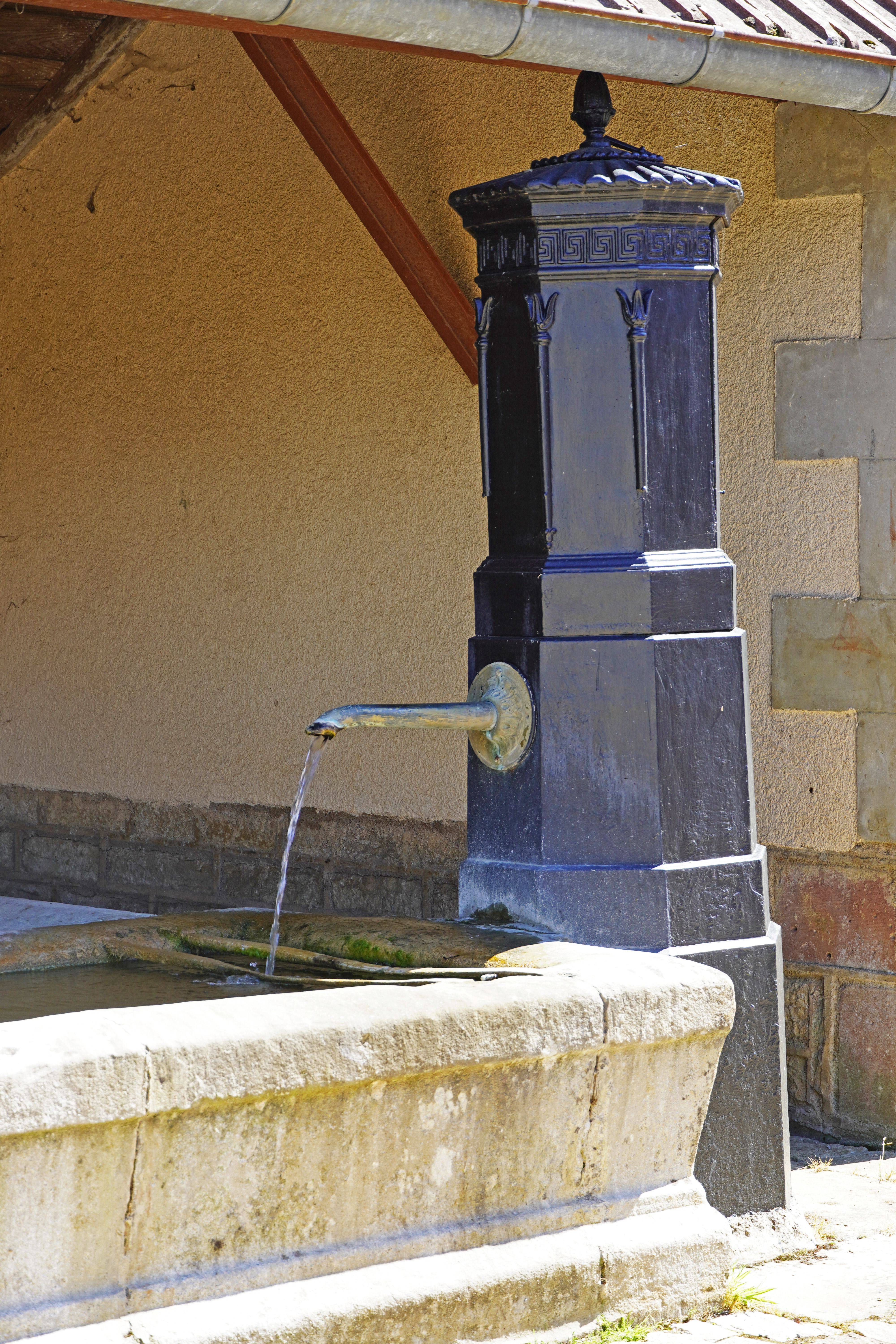
Fontaine du lavoir.
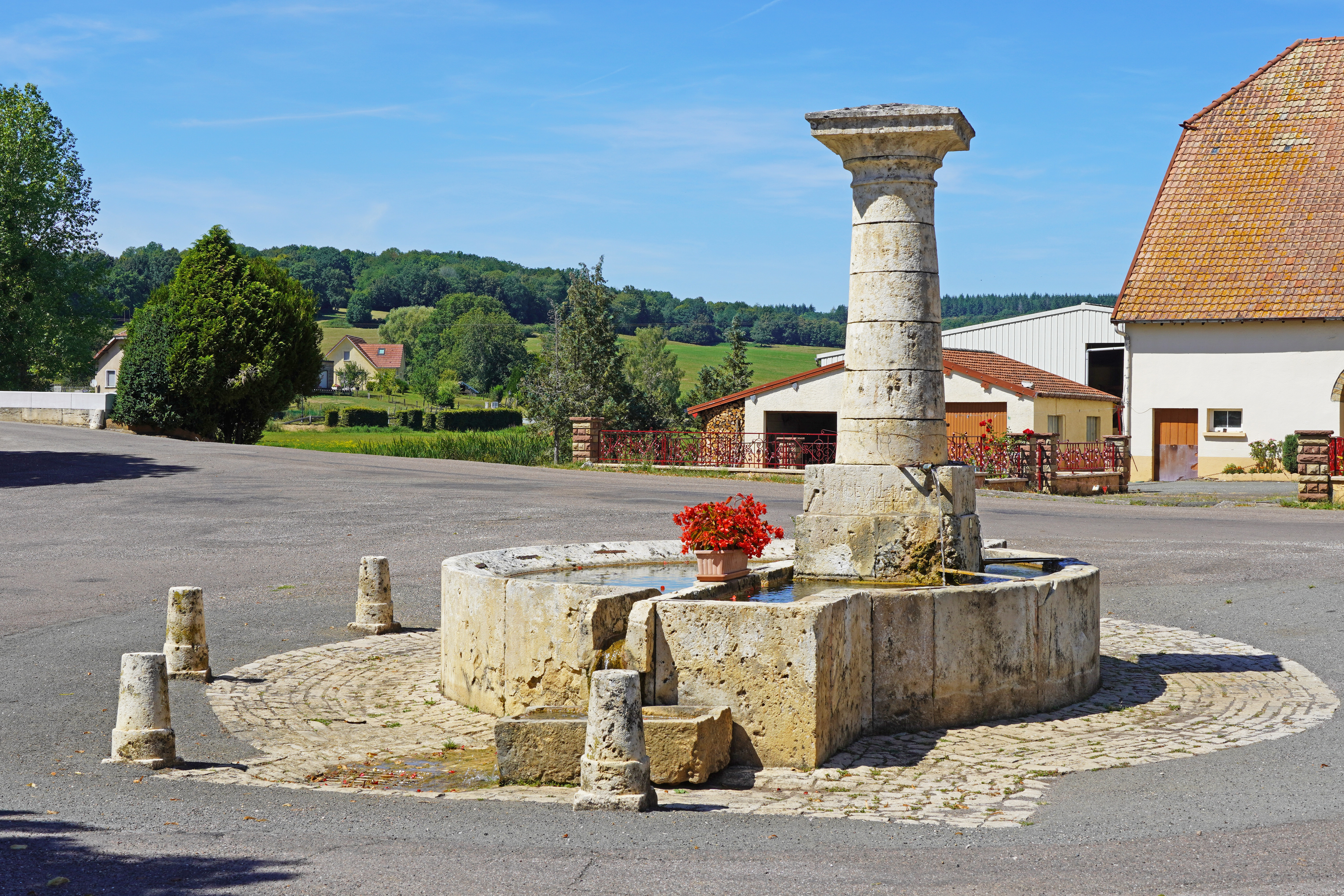
Fontaine en pierre.
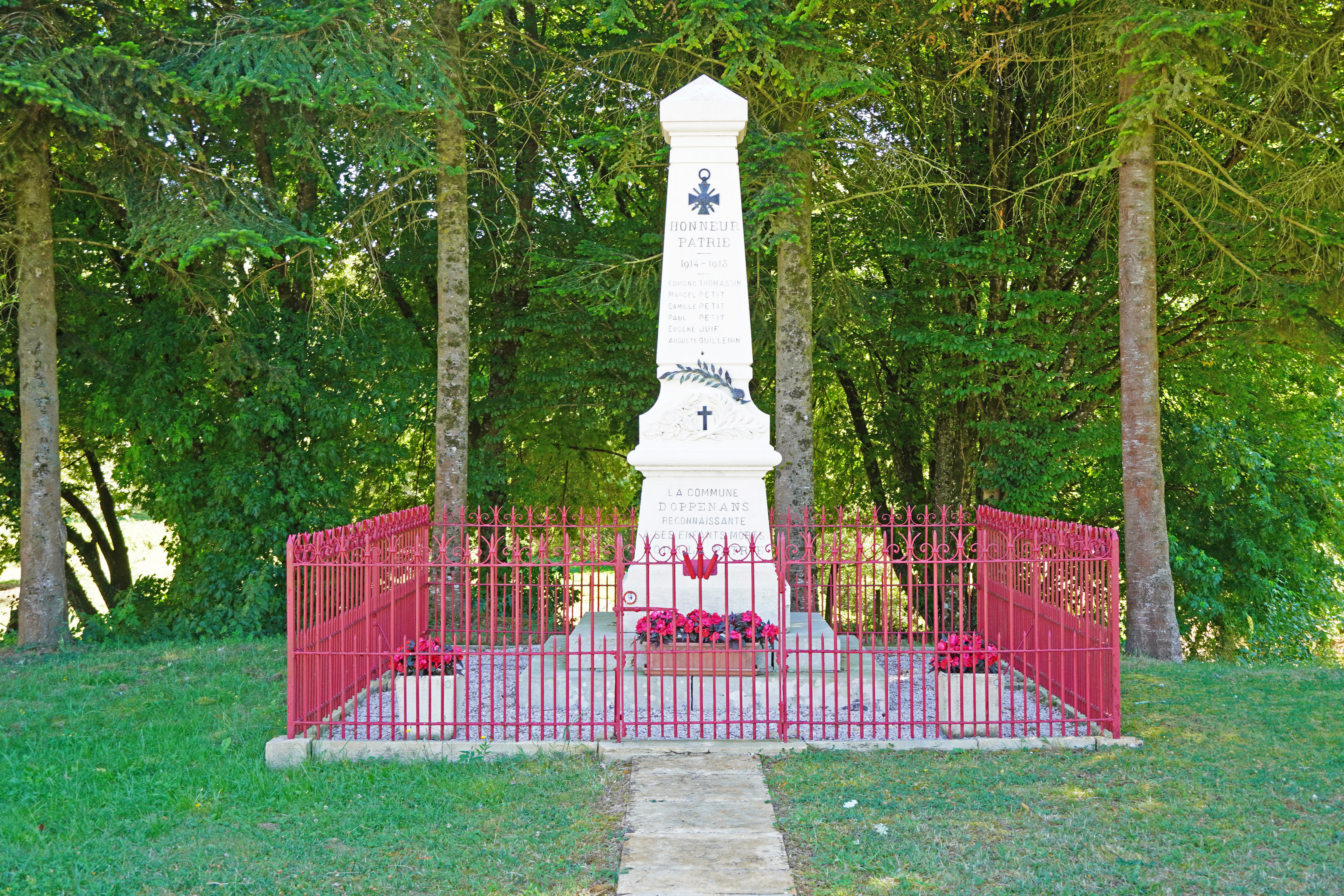
Monument aux morts.
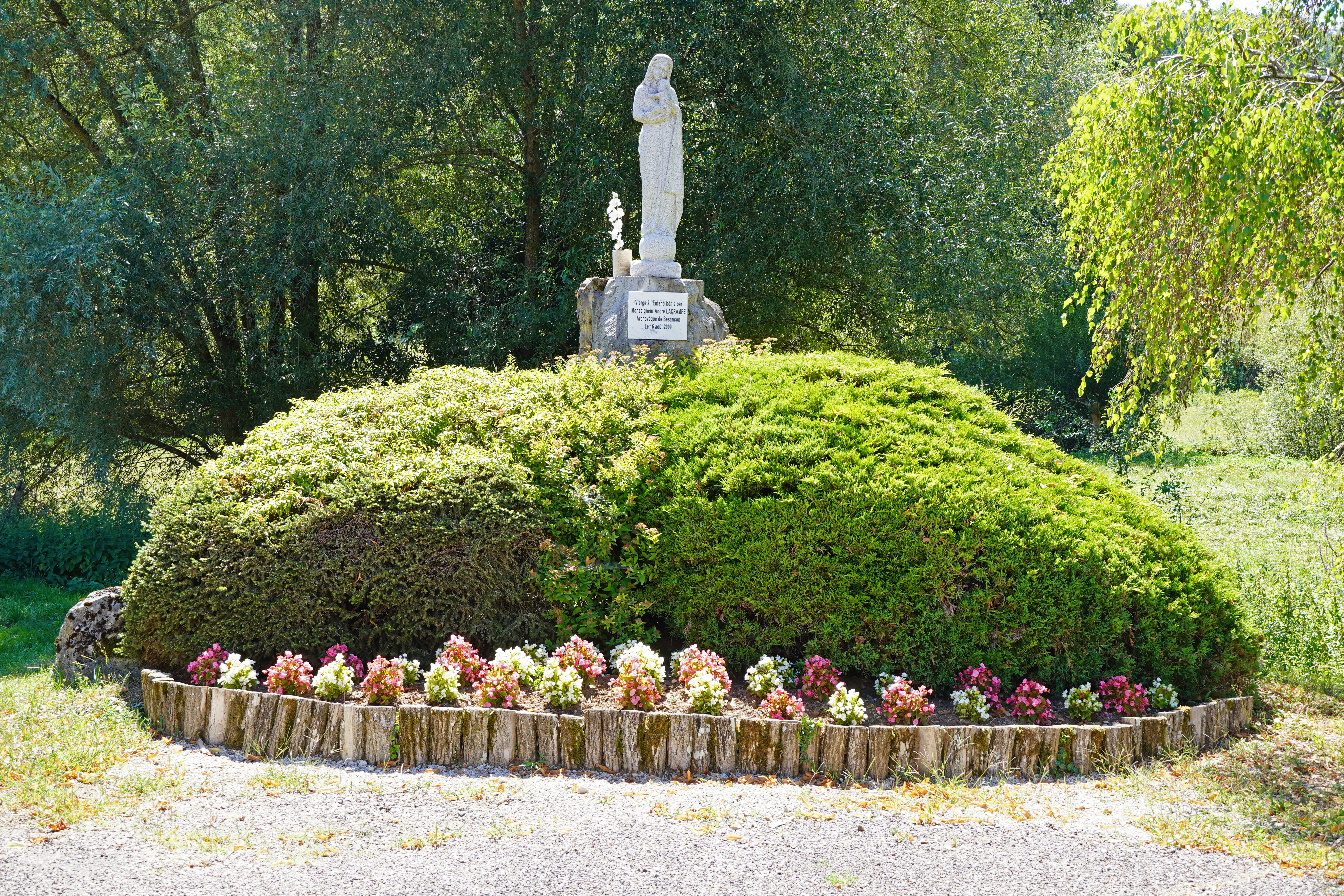
Statue de la Vierge.
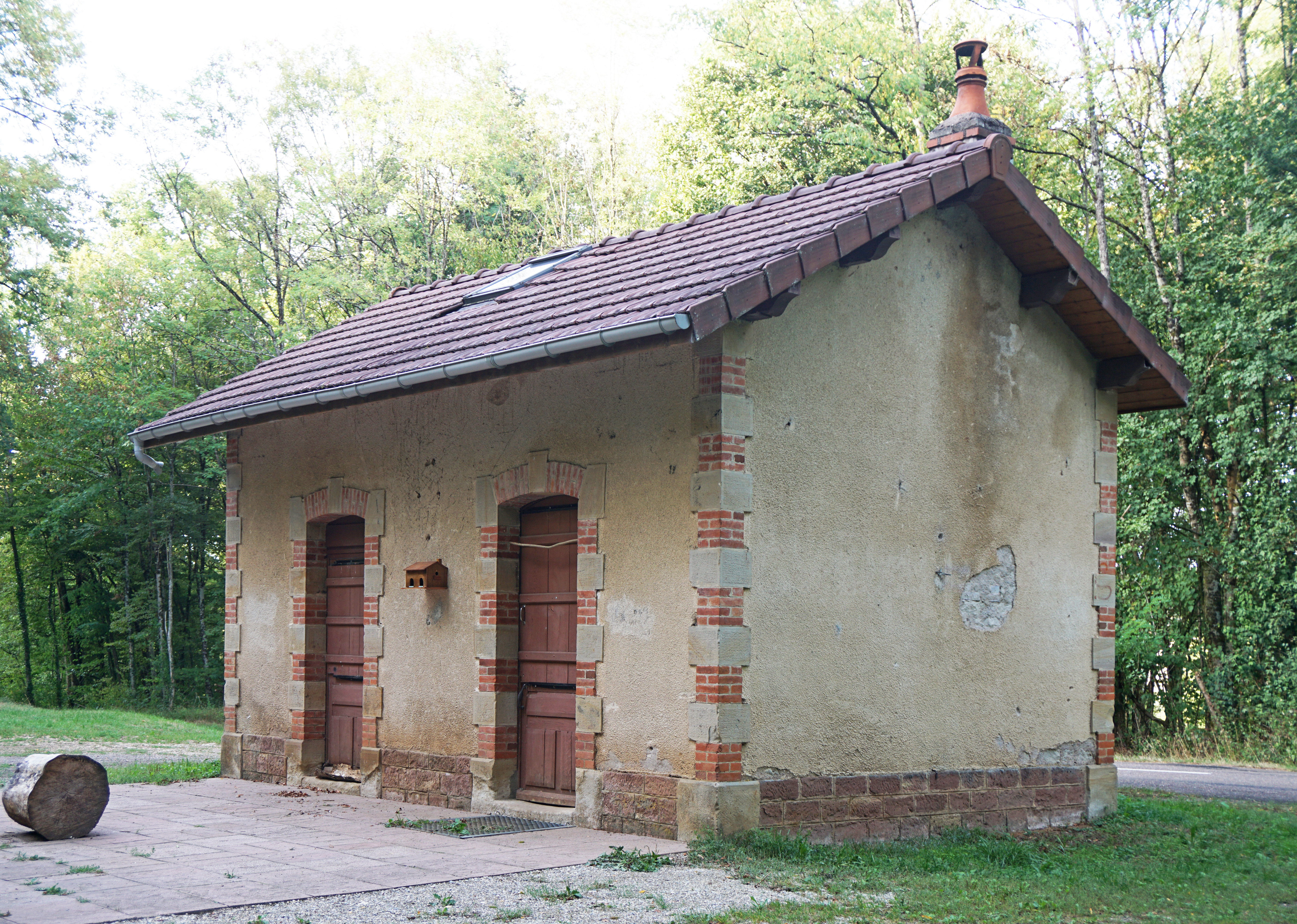
L'ancienne halte ferroviaire.

La commune est dépourvue d'église.

### Héraldique
|  | Les armes de la commune se blasonnent ainsi : De sinople à la licorne saillante d’argent mouvante de la pointe, accornée, crinée, barbé et onglé d’or, au comble échancré de trois pièces aussi d’argent. |